# Борис Жидиславич
Борис Жидиславич (XII век, точные даты жизни неизвестны) — боярин-воевода великого князя Андрея Боголюбского, отличившийся в борьбе с Мстиславом Изяславичем и Ростиславичами. В первый раз он был послан Андреем с сильным ополчением на Мстислава в 1169 году, вторично — в 1172 году, когда он «держал весь наряд» во владимирском войске. Борьба его с Ростиславичами относится к 1173 году и началу 1174 года, — борьба, начавшаяся вследствие убийства Глеба Юрьевича, брата Андрея, и отказа Мстислава Ростиславича занявшего Киев, выдать Андрею убийц. Суздальские войска дважды были побиты, особенно сильно было поражение, нанесённое Мстиславом у Вышгорода.
В 1174 году умер Андрей Боголюбский. Ростов и Суздаль по совету рязанского князя Глеба призвали к себе племянников Андрея, Мстислава и Ярополка Ростиславичей, а Владимир — его младшего брата Всеволода Юрьевича. Между этими городами началась борьба, окончившаяся в пользу Всеволода. Борис же Жидиславич принял сторону Ростиславичей и участвовал с ними в битве на реке Колакше, где Всеволод одержал победу и взял в плен Бориса Жидиславича (1177 год). Около 1174 года он был новгородским посадником.